# Уолтер из Хеминбурга
Уолтер из Хеминбурга, или Вальтер из Хеминбурга, или Вальтер из Гвисборо (англ. Walter of Guisborough, лат. Walterus de Hemingburgh) — английский хронист XIV века, монах-августинец, каноник приората Св. Марии в Гвисборо (Йоркшир), автор «Хроники, или Деяний английских королей» (англ. Chronicle of Walter of Guisborough). 

## Биография
Биографические сведения почти отсутствуют, предположительно может быть отождествлён с «Уолтером из Хеминбурга, капелланом» (англ. Walter de Hemingburgh, chaplain), упоминаемом в «Сотне свитков» (лат. Rotuli Hundredorum) по Йоркширу под 1275/1276 годом. Возможно, являлся уроженцем Хеминбро (англ. Hemingbrough) в Северном Йоркшире и происходил из влиятельной семьи, исторически связанной с аббатством Гвисборо. В документах Даремского приората бенедиктинцев под 1392 годом упоминается его дальний родич приор Джон де Хеминборо.
Имя «Уолтера из Хеминбурга» (лат. Walterus de Hemingburgh) утвердилось за ним благодаря королевскому антикварию и собирателю рукописей первой пол. XVI века Джону Лиланду, «Уолтером из Хеминфорда» (лат. Walterus de Hemingford) же его впервые назвал в 1549 году историк Джон Бойл в своём «Каталоге наиболее прославленных писателей Англии, Камбрии и Шотландии».
Согласно документам приората Гвисборо, в 1302 году он был послан вместе с двумя другими монахами к архиепископу Йоркскому для консультаций по поводу возникших среди братии разногласий.
Дата смерти неизвестна, но не вызывает сомнений, что он пережил архиепископа Кентерберийского Роберта Уинчелси, умершего в 1313 году.

## Сочинения
Около 1312 года он составил в своей обители на латыни «Хронику, или деяния английских королей» (лат. Chronicon domini Walteri de Hemingbugh: vulgo Hemingford nuncupati de gestis regum Angliae), охватывающую события английской истории от норманнского завоевания в 1066 году до 1312 года, а в продолжении — девятнадцатого года правления короля Эдуарда III, с пропуском за 1316—1326 годы. «Хроника» заканчивается главой, в которой должно было содержаться описание исторической битвы при Креси 1346 года, но автор, кажется, умер прежде, чем необходимые для этого сведения до него дошли.
Возможными источниками для первой части сочинения Уолтера из Хеминбурга являются «Церковная история англов» Беды Достопочтенного, «История королей англов и данов» Симеона Даремского, «Новая история» Эдмера из Сент-Эндрюса, «История англов» Генриха Хантингдонского, «История Англии» Уильяма Ньюбургского, «Деяния королей Генриха II и Ричарда I» Роджера из Ховедена, «Большая хроника» Матвея Парижского и рифмованная хроника Питера Лэнгтофта, при этом в части за 1291—1300 годы Уолтер опирался в основном на «Краткую хронику Даремского аббатства».
Вторая часть, охватывающая события времён правления Эдуарда II и Эдуарда III, составлена главным образом на основе личных наблюдений автора. Несмотря на свой компилятивный характер, хроника характеризуется доступным языком и точностью информации, в тексте её сохранилось немало исторических документов, например, «Статут о неналожении податей» (лат. Statutum de Tallagio non concedendo). Британский историк-источниковед Антония Грансден называет её стиль «этиологическим», отмечая, что в поисках причин описываемых событий и фактов автор склонен выдумывать их, или же отбирать из них наиболее оригинальные.
Особенный интерес представляют сообщения хроники об англо-шотландской войне конца XIII века, в частности, победах Уильяма Уоллеса и его вторжении в Северную Англию. Описывая историческое сражение при Фолкерке 1298 года, её автор впервые среди английских хронистов употребил применительно к шотландскому строю термин «шилтрон» (англ. schiltron, лат. schiltrum).  
Сохранилось несколько списков хроники, лучшим из которых считается тот, что хранится в Королевской Оружейной палате в собрании графа Арундела.
Первые три книги хроники были опубликованы в 1687 году историком Томасом Гейлом в сборнике «Пять писателей истории Англии» (лат. Historiae Anglicanae Scriptores Quinque), остальные в 1731 году в Оксфорде известным антикварием Томасом Хирном.

## Публикации
- Вальтер из Хеминбурга. Хроника / Пер. Д. М. Петрушевского // Памятники истории Англии XI—XIII вв. — М.: Соцэкгиз, 1936.

- Chronicon Domini Walteri de Hemingburgh, vulgo Hemingford nuncupati... de Gestis Regum Angliæ, ed. by Hans Claude Hamilton. — Volume 1. — London: Sumptimus Societatis, 1848. — XVI, 356 p.
- The Chronicle of Walter of Guisborough: Previously edited as the Chronicle of Walter of Hemingford or Hemingburgh, ed. by Harry Rothwell. — London: Royal Historical Society, 1957. — 454 p. — (Camden third series).